# Challenger de Lima 2018
El Challenger de Lima de 2018, denominado por razones de patrocinio Lima Challenger Copa Claro 2018, fue un torneo de tenis profesional que se jugó en pistas de tierra batida. Se trató de la XII edición del torneo que forma parte del ATP Challenger Series 2018. Tuvo lugar en Lima, Perú del 20 al 27 de octubre de 2018 en las canchas del Club Terrazas de Miraflores.

## Distribución de puntos
| Modalidad    | Campeón | Finalista | Semifinales | Cuartos de final | 2.ª ronda | 1.ª ronda | Clasificados | 2.ª ronda de clasificación | 1.ª ronda de clasificación |
| Individuales | 80      | 48        | 29          | 15               | 6         | -         | 3            | -                          | -                          |
| Dobles       | 80      | 48        | 29          | 15               | -         | -         | 3            | -                          | -                          |

## Jugadores participantes del cuadro de individuales

### Cabezas de serie
| Favorito | País                 | Jugador           | Rank1 | Posición en el torneo  |
| -------- | -------------------- | ----------------- | ----- | ---------------------- |
| 1        | Bandera de Uruguay   | Pablo Cuevas      | 66    | Dieciseisavos de Final |
| 2        | Bandera de Argentina | Federico Delbonis | 74    | Cuartos de Final       |
| 3        | Bandera de Argentina | Guido Andreozzi   | 92    | Octavos de Final       |
| 4        | Bandera de Chile     | Christian Garin   | 103   | Campeón                |
| 5        | Bandera de España    | Pablo Andujar     | 106   | Octavos de Final       |
| 6        | Bandera de Brasil    | Thiago Monteiro   | 114   | Semifinal              |
| 7        | Bandera de Italia    | Paolo Lorenzi     | 115   | Octavos de Final       |
| 8        | Bandera de Bolivia   | Hugo Dellien      | 116   | Cuartos de Final       |

- 1 Se ha tomado en cuenta el ranking del 15 de octubre de 2018.

### Otros participantes
Los siguientes jugadores recibieron una invitación (wild card), por lo tanto ingresan directamente al cuadro principal (WC):
- Juan Pablo Varillas
- Kento Tagashira
- Emilio Gómez
- Nicolás Álvarez

Los siguientes jugadores ingresan al cuadro principal tras disputar el cuadro clasificatorio (Q):
- Cristian Rodríguez
- Renzo Olivo
- Marcelo Barrios
- Andrea Collarini